# Xia (Xiaozong)
Xia, född okänt år, död 1167, var en kinesisk kejsarinna, gift med kejsar Song Xiaozong. 
Hon var ursprungligen tjänare till Xiaozongs första maka, som avled 1156, och blev 1162 hans andra huvudgemål; hon fick titeln kejsarinna året därpå. 